# Las Médulas
Las Médulas történelmi helyszín Spanyolországban, közel Ponferrada városhoz, León tartományban. Egykor a Római Birodalom legfontosabb aranybányája volt, ahol Kr. e. I. századtól kezdve kétszáz éven át folyt a bányászat. Las Médulas szerepel az UNESCO listáján.

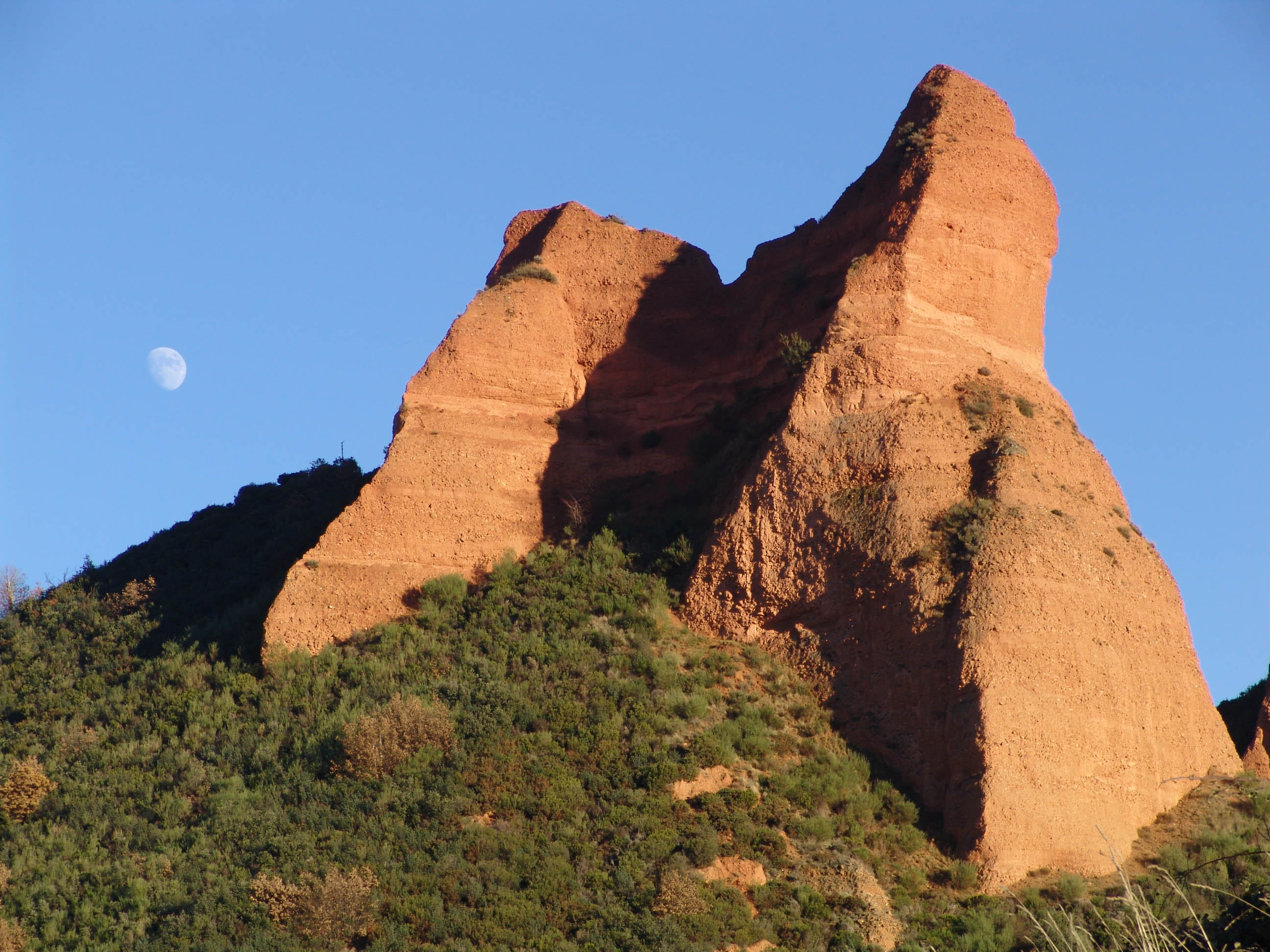
Las Médulas

## Története
A hihetetlen látványt nyújtó tájképet a ruina montium, egy római kori bányászati módszer (technika) eredményezte. Az idősebbik Plinius Naturalis historia című művében írja le, hogy járatokkal, alagutakkal átlyuggatták a hegyet, majd ezt követően nagytömegű vízzel árasztották el(1). Ennek hatására a hegycsúcs szó szerint összeomlott. A művelethez szükséges nagy mennyiségű vizet a Siera de la Cabrerából mintegy 100 kilométer hosszú csatornaművön (csatorna és viadukt kombináción) át hozták ide. Ennek a módszernek egyes elemeit még napjainkban is alkalmazzák.
Augusztus császár uralkodása idején hosszadalmas háborúskodás folyt (kantábriai háború: i. e. 29-19), amelynek befejezéseként a rómaiak véglegesen uralmuk alá hajtották (okkupálták) a kantábriai régiót. A rómaiakra jellemző intervenciós törekvések értelmében a római források a kantábriaiakat mindenkor olyan szomszédos területnek (régiónak) tekintették, amelyre a birodalmi uralmat ki kell terjeszteni. Azon kívül, hogy a kantábriai területet birodalmi uralmuk alá kívánták vonni, a régiót még gazdasági szempontból is fontosnak tekintették. Ezt bizonyítja, hogy már röviddel a terület megszerzését követően megkezdték a Las Medulas-i aranybányászatot. Magát Las Medulas területét röviddel a kantábriai háború kitörését követően (i. e. 25-ben), a mons meduliusi csatában Publius Carisius foglalta el.